# 曲樞
曲枢（？—1322年），又作曲出，哈剌鲁氏，元朝大臣。质理花台之子。
曲枢七岁时就失去父母。元世祖时，为真金太子妃阔阔真（又名伯蓝也怯赤）宫臣，后为真金孙爱育黎拔力八达（元仁宗）保傅。元成宗大德九年（1305年），随从仁宗出居怀州（今河南沁阳）、云中（今山西省大同市）。大德十一年（1307年），元成宗驾崩，劝答己母子入朝，迎武宗即帝位。元武宗即位，立弟爱育黎拔力八达为皇太子，以侍从之功拜平章政事，行大司农，领太子詹事院事，封应国公。至大元年（1308年），加太子太保，领典医院事，兼集贤大学士。至大四年（1311年）仁宗即位，授为太保、录军国重事，领崇祥院、司天台。病逝于位。元顺帝至元四年（1338年），追封广阳王，谥号忠惠。

## 延伸阅读
[在维基数据编辑]
 《元史·卷137》，出自宋濂《元史》
 《新元史/卷199》，出自柯劭忞《新元史》